# Тарт, Чарльз
Чарльз Т. Тарт (англ. Charles T. Tart; 29 апреля 1937, Моррисвилл, Пенсильвания — 5 марта 2025) — американский психолог и парапсихолог, получивший широкую известность в академической среде благодаря своим исследованиям природы сознания (особенно в области изменённых состояний сознания), а также как один из основателей трансперсональной психологии и как видный представитель парапсихологии. Степень доктора философии по психологии получил в Университете Северной Каролины в Чапел-Хилл в 1963 году.
Его первые крупные научные публикации, «Изменённые состояния сознания» («Altered States of Consciousness», 1969) и «Трансперсональная психология» («Transpersonal Psychologies», 1975) сыграли важнейшую роль в признании современной психологией важности исследования данных областей и со временем стали классическими.

## Биография
Чарльз Тарт родился в 1937 году в Моррисвилле, (Пенсильвания) и вырос в Трентоне (Нью-Джерси). В юношеском возрасте он был радиолюбителем и работал радиоинженером, получив лицензию от Федеральной Комиссии по Коммуникациям. Студентом Тарт изучал электротехнику в Массачусетском технологическом институте, а затем перевёлся в Университет Дьюка, где приступил к изучению психологии по совету доктора Райна, работавшего в этом университете. Докторскую степень по психологии он получил в Университете Северной Каролины в Чапел-Хилл в 1963 году, после чего в рамках постдокторантуры прошёл подготовку в исследованиях гипноза под руководством профессора Эрнеста Хилгарда в Стэнфордском университете.
В настоящее время (2011) Чарльз Тарт преподаёт в Институте Трансперсональной Психологии (Пало-Альто, Калифорния), занимает должность старшего научного сотрудника в Институте ноэтических наук (Сосалито, Калифорния) и имеет звание заслуженного профессора в отставке Калифорнийского университета в Дэвисе, где он проработал 28 лет, а также звание почётного члена совета Института Монро. Тарт некоторое время возглавлял профинансированную в 1997 году Робертом Бигелоу программу исследования сознания в Университете Невады (Лас-Вегас), преподавал в качестве приглашённого профессора восточно-западную психологию в Калифорнийском институте интегральных исследований, работал преподавателем психиатрии в Медицинской школе Виргинского университета, а также был консультантом финансировавшихся правительством США парапсихологических исследований в Стэнфордском Исследовательском Институте (в настоящее время известном под названием SRI International).
Тарт принимал участие в разработке и конструировании автоматического устройства для исследований ЭСВ под названием ESPATEACHER, которое было создано в Виргинском университете. Он поддерживает притязания Джозефа Макмонигла на обладание последним дара дальновидения, при помощи которого тот видит события прошлого, настоящего и будущего и предсказывает грядущее.
Помимо лабораторных исследований, Тарт изучал японское боевое искусство айкидо (он имеет чёрный пояс по айкидо), медитацию, учение Георгия Гурджиева, буддизм, а также другие психологические и духовные дисциплины. Тарт полагает, что доказательства существования паранормальных явлений способствуют сближению науки и духовных дисциплин.
Его главная цель состоит в установлении контактов между научным и духовным сообществами, а также в усовершенствовании и интеграции западного и восточного подходов к познанию мира и к личностному и социальному росту.
Скончался 5 марта 2025 года.

## Научный вклад
Чарльз Тарт заслужил репутацию пионера и классика в исследовании изменённых состояний сознания. Изданная в 1969 году под его редакторством антология научных статей «Изменённые состояния сознания» («Altered States of Consciousness», 1969) стала бестселлером и, по оценке издательства Common Boundary, вошла в число ста самых влиятельных книг по психологии XX столетия. Как отметил один из ведущих российских специалистов в области исследований изменённых состояний сознания (ИСС) Дмитрий Спивак, в широкий научный обиход эта область была введена в данной антологии. Тарт написал свыше 250 статей, опубликованных в академических изданиях, включая такие престижные научные журналы, как «Science» и «Nature».
«Патриарх» российской трансперсональной психологии Тыну Сойдла указывает, что публикация в 1972 году в крайне престижном журнале «Science» статьи Чарльза Тарта, посвящённой концепции «состояний сознания», стала одной из первых заявок от трансперсональной психологии на крупный вклад в науку. Через три года материал этой статьи вышел в виде обстоятельной книги «Состояния сознания» («States of Consciousness», 1975), в которой были изложены основы одного из трёх главных подходов, разрабатываемых современной психологией при изучении изменённых состояний сознания.
Чарльз Тарт на материале изучения наркотических ИСС предложил модель факторов, формирующих ИСС, выделив и классифицировав целый ряд ненаркотических факторов, определяющих — наряду с самим физиологическим воздействием — характер возникающего при употреблении наркотика состояния.
Исходной позицией Чарльза Тарта служит следующий тезис Уильяма Джеймса: «Наше бодрствующее сознание есть не более чем один особый тип сознания, в то время как повсюду вокруг него лежат совершенно другие, потенциальные формы сознания, отделенные тончайшей преградой». В своей книге «Пробуждение» («Waking Up», 1986) Тарт ввёл в лексикон выражение «согласованный транс» («consensus trance»), уподобив нормальное бодрствующее сознание гипнотическому трансу. Он подробно описал, как каждый из нас с детства вводится в транс, в котором пребывает окружающее нас общество. Тарт подметил сходства и различия между наведением гипнотического транса и наведением согласованного транса. Он особо подчеркнул колоссальное и всеохватывающее воздействие родителей, учителей, религиозных вождей, политических лидеров и др., заставляющее подчиниться наведению транса. На основе учения Гурджиева и других духовных учителей Тарт очертил путь к пробуждению от транса, основанный на самонаблюдении. По словам Д. Спивака, среди концепций ИСС наибольшим влиянием в настоящее время пользуется концепция Чарльза Тарта.

### На русском языке
- (1969) Измененные состояния сознания = Altered States of Consciousness : 1969 / Пер. с англ. Е. Филиной, Г. Закарян. — М. : Эксмо, 2003. — 288 с. — ISBN 5-699-03481-1.
- (1975) Состояния сознания // Магический кристалл: Магия глазами учёных и чародеев = States of Consciousness : 1975 / Пер. с англ. В.Н. Поруса. — М. : Республика, 1992. — С. 180—248. — 572 с. — ISBN 5250013589.
- (1986) Пробуждение: Преодоление препятствий к реализации возможностей человека = Waking Up: Overcoming the Obstacles to Human Potential : 1986 / Пер. с англ. А.С. Ригина. — М. : Издательство Трансперсонального Института, 1997. — 400 с. — ISBN 5-88389-026-1.
- (1994) Практика внимательности в повседневной жизни. Книга о том, как жить в настоящем = Living the Mindful Life: A Handbook for Living in the Present Moment : 1994 / Пер. с англ. М.П. Папуша. — М. : Издательство Трансперсонального Института, 1996. — 240 с. — ISBN 5-88389-015-6.
- (2009) Конец Материализма. Начало духовного пробуждения = The End of Materialism: How Evidence of the Paranormal is Bringing Science and Spirit Together : 2009 / Пер. с англ. Н. Филонцевой. — М. : Постум, 2013. — 432 с. — ISBN 978-5-91478-019-4.

### На английском языке
- «Altered States of Consciousness» (1969), editor. ISBN 0-471-84560-4
- «Transpersonal Psychologies» (1975)
- «On Being Stoned: A Psychological Study of Marijuana Intoxication» (1971)
- «States of Consciousness» (1975)
- «Symposium on Consciousness» (1975) With P. Lee, R. Ornstein, D. Galin & A. Deikman
- «Learning to Use Extrasensory Perception» (1976)
- «Psi: Scientific Studies of the Psychic Realm» (1977)
- «Mind at Large: Institute of Electrical and Electronic Engineers Symposia on the Nature of Extrasensory Perception» (1979, with Harold E. Puthoff & Russel Targ)
- «Waking Up: Overcoming the Obstacles to Human Potential» (1986)
- «Aikido & the concept of Ki» // Psychological Perspectives: A Quarterly Journal of Jungian Thought (18:2). — 1987 — С.332-348
- «Open Mind, Discriminating Mind: Reflections on Human Possibilities» (1989)
- «Living the Mindful Life» (1994)
- «Body Mind Spirit: Exploring the Parapsychology of Spirituality» (1997). Examines the relationship between parapsychological abilities and human’s spiritual nature, and was voted the March 1998 best metaphysical book selection of Amazon.Com.
- «Mind Science: Meditation Training for Practical People» (2001)
- «States of Consciousness» (2001). ISBN 0-595-15196-5
- «The End of Materialism: How Evidence of the Paranormal is Bringing Science and Spirit Together» (2009)
- «Out-of-the-Body Experiences (Psychic Exploration)» (2016)

## Аудиоинтервью
- Audio Interview Series on Buddhist Geeks
- Charles Tart MP3 audio — from Shift in Action, sponsored by Institute of Noetic Sciences. It appears that the site requires a paid membership ($10/mo) to have access to their audio files.
- Interview with Charles Tart explores his research findings and personal conclusions about spirituality, meditation and transpersonal psychology.

## Награды
- Distinguished Contributions to Scientific Hypnosis, The Society of Psychological Hypnosis (Division 30 of the American Psychological Association), 2001[18].
- Abraham Maslow Award (given to an individual for an outstanding and lasting contribution to the exploration of the farther reaches of human spirit), The Society for Humanistic Psychology (Division 32 of APA), 2004[19].
- Charles Honorton Integrative Contributions Award, The Parapsychological Association, 2008[20].